# La Longue Nuit (film)
Pour les articles homonymes, voir The Long Night.
Pour plus de détails, voir Fiche technique et Distribution.
La Longue Nuit (titre original : The Long Night) est un film noir américain réalisé par Anatole Litvak, sorti le 28 mai 1947. Cette œuvre cinématographique est une nouvelle version de Le jour se lève, un film français réalisé par Marcel Carné, sorti en 1939. Ce film marque le début de la carrière de Barbara Bel Geddes au cinéma.

## Synopsis
Un homme dégringole du haut d'un escalier et meurt. Lorsque la police arrive à l'appartement du dernier étage de Joe Adams, celui-ci leur tire dessus à travers la porte. Le shérif appelle alors des renforts et installe des tireurs d'élite sur les toits voisins. Adams, retranché dans sa chambre, commence à se remémorer les événements qui ont précédé, à commencer par sa première rencontre fortuite avec Jo Ann, qui travaille dans un magasin de fleurs. Il s'avère qu'ils ont été élevés dans le même orphelinat en plus de plusieurs flash-back qui remontent de sa mémoire.

## Fiche technique
- Titre original : The Long Night
- Réalisation : Anatole Litvak
- Scénario : John Wexley, d'après un scénario original de Jacques Viot (Le jour se lève de Marcel Carné)
- Décors : Eugène Lourié
- Costumes : Renié
- Photographie : Sol Polito
- Montage : Robert Swink
- Musique : Dimitri Tiomkin
- Pays de production :  États-Unis
- Langue : anglais
- Format : noir et blanc – 35 mm – 1,37:1 – mono
- Genre : film noir
- Durée : 101 minutes
- Date de sortie :
  - États-Unis : 28 mai 1947
  - France : 23 août 1950 (sortie limitée en province[1])

## Distribution
- Henry Fonda : Joe Adams
- Barbara Bel Geddes : Jo Ann
- Vincent Price : Maximilian
- Ann Dvorak : Charlene
- Howard Freeman : le sherif Ned Meade
- Moroni Olsen : le chef de la police Bob McManus
- Elisha Cook Jr. : Frank Dunlap
- Queenie Smith : Mrs. Tully
- David Clarke : Bill Pulanski
- Charles McGraw : le policier Stevens
- Murray Alper (non crédité) : Mac, le barman

## Production
Lorsque la RKO a acquis les droits de distribution du Jour se lève en vue d'en faire un remake sous le titre The Long Night, elle a également cherché à acheter toutes les copies disponibles du film original et à les détruire. Pendant un temps, on a cru que le film français avait été complètement perdu, mais des copies ont réapparu dans les années 1950 et son statut de classique a été rétabli.
La musique du film fait largement appel au célèbre deuxième mouvement Allegretto de la Septième Symphonie de Beethoven.

## Sortie et accueil
Le film est mal reçu par la critique à sa sortie, notamment par le magazine Life, qui blâme dans sa critique « le mercantilisme hollywoodien et l'institution abrutissante de la censure » pour la mauvaise qualité du film, notant que « parce que tout ce qui a trait à l'inceste est interdit dans les films américains par les censeurs et parce qu'Hollywood considère que les fins tristes ne sont pas rentables, une tragédie émouvante et mature a été transformée en goulasch mélodramatique ».
Il est aussi un échec commercial, rapportant moins de 1 000 000 $ au box-office selon le magazine Variety, entraînant une perte de 1 000 000 $ à son distributeur. Le film connaît une sortie limitée en France trois ans après la sortie américaine.